# Manías
Las Manías (en griego antiguo Μανίαι, en latín Maniae) son ciertas divinidades misteriosas de la mitología griega, cuyo teónimo significa «las Furiosas o las Dementes». Se dice que fueron las nodrizas de Eros, pero este dato es una analogía poética en cuanto a que el amor conlleva a la demencia. El sustantivo griego μανία (manía) significa «locura y extravío» pero también «inspiración y entusiasmo» aunque los poetas, cuando se refieren a la personificación divina, siempre aluden a ella con una connotación negativa. 
Pausanias nos habla de su santuario:
«Yendo de Megalópolis a Mesene, después de avanzar unos siete estadios, hay a la izquierda del camino un santuario de diosas. A las diosas las llaman Manías y también a la región de alrededor del santuario. En mi opinión es un sobrenombre de las diosas Euménides, y dicen que allí Orestes se volvió loco por el asesinato de su madre».
Los poetas tardíos también podían utilizar el término en singular:
«Y entonces la Tritónide (Atenea) disipó de su mente y de sus ojos la feroz Locura (Μανία, Manía), que respiraba muerte; ésta marchó con rapidez a las terribles corrientes de la Éstige, donde habitan las impetuosas Erinies, que sobre los mortales soberbios hacen caer de continuo funestas desgracias».
El sustantivo equivalente en latín era insania, esto es, «demencia, locura, furor, desear con frenesí»:
«Sin dilación, la violenta Tisífone toma una antorcha empapada en sangre, se reviste de un manto encamado que gotea sangre, se ciñe con una retorcida culebra y abandona la casa. La acompañan en su camino el Luto (Luctus), el Pavor (Pavor), el Terror (Terror) y la Demencia (Insania), de tembloroso rostro. Se habían detenido en el umbral».